# Marla Heasley
Marla Heasley (Hollywood, Kalifornia, 1959. szeptember 4. –) amerikai színésznő. 
Leghíresebb szerepe Tawnia Baker A szupercsapat című sorozatban.

## Filmszerepei
| Év   | Magyar cím          | Eredeti cím                                            | Szerep          |
| ---- | ------------------- | ------------------------------------------------------ | --------------- |
| 1979 |                     | Can You Hear the Laughter? The Story of Freddie Prinze |                 |
| 1982 |                     | The Quest                                              |                 |
| 1983 |                     | T.J. Hooker                                            | Joan            |
| 1984 |                     | Riptide                                                | Chrystal White  |
| 1984 |                     | Mike Hammer                                            | Allison         |
| 1984 | A szupercsapat      | The A-Team                                             | Tawnia Baker    |
| 1985 | Szerelemhajó        | The Love Boat                                          | Lisa Baxter     |
| 1988 |                     | Born to Race                                           | Andrea Lombardo |
| 1988 |                     | The Highwayman                                         | Liz Pedstone    |
| 1991 | Fogd a nőt és fuss! | The Marrying Man                                       | Sheila          |
| 1993 |                     | Amore!                                                 | Marge Apple     |